# Коновалова-Ковригина, Татьяна Владимировна
Татьяна Владимировна Коновалова-Ковригина (ур. Ковригина; 1915—2008) — советская и российская художница.

## Биография
Родилась 12 марта 1915 г в Нерчинске, Читинской области, в семье дворянина, горного инженера Владимира Владимировича Ковригина и его супруги, Марии Владимировны, урождённой Эмме. Брат — Ковригин, Вадим Владимирович (фотограф), супруг — Коновалов, Виктор Андреевич (художник), внучка — Коновалова-Инфанте Дарья Дмитриевна (художница).
Семья переехала в Иркутск, после того как отец, крупный горный инженер, получил должность управляющего золотодобычей Дальневосточного края.
Отец Татьяны был очень творческим человеком, писал стихи, частушки, придумывал розыгрыши и постановки, а главное — мастерил потрясающие вещи: от хитрых замков-собачек до огромных настенных часов. Он задавал тон во всем, и дети старались не отставать: старший брат увлёкся фотографией, сестра стала актрисой, а Татьяна очень рано начала рисовать. Рисовала она все, везде и в огромном количестве, а прекрасная байкальская природа только подбадривала. В итоге она поступила в Иркутский Литографско-художественный техникум, а после окончания переехала в Москву.
С 1932 г. по 1936 г. училась во ВХУТЕМАСЕ-ВХУТЕИНЕ (преподаватели С.А Матвеев и Е. Н. Якуб). и в 1936 г. поступила в Московский государственный художественный институт им. В. И. Сурикова, где её учителями были Покаржевский, Пётр Дмитриевич и Шегаль, Григорий Михайлович.
Во время учёбы познакомилась со своим будущим мужем. Виктор Коновалов (1912—1995) был художником-монументалистом (автор росписи Киевская (станция метро, Арбатско-Покровская линия) , роспись плафона на заводе Серп и Молот в Москве и множество других росписей и мозаик).
В 1941 г ещё в эвакуации в г. Перми работала над созданием агит-окон под руководством Михаил Михайлович Черемных в Агитмастерской Пермского Союза художников. Институт окончила уже после возвращения из Перми и окончания Великой Отечественной войны в 1945 г.
Старший брат Вадим познакомил сестру с Александром Родченко, который высоко оценил её творчество.
В 50-е годы трудилась над созданием росписей на станции метро «Киевская» Арбатско-Покровской линии.
Очень много путешествовала по стране и плодотворно работала как в станковой живописи, так и в графике, шарже, мелкой пластике и деревянной скульптуре.
Скончалась Татьяна Владимировна в 2008 году.
Работы Коноваловой-Ковригиной хранятся в художественных музеях Твери, Тамбова, Перми, Харькова и Ростова-на-Дону, а также в частных собраниях Италии, Франции, Бельгии, Англии и России.

## Признание
- Член Союза художников СССР (1947) и Товарищества живописцев МСХ.
- Заслуженная художница Российской федерации (2002).

## Некоторые работы
- Роспись станции метро Киевская
- Соцреализм в Московском метро